# Gilmoreosaurus
Gilmoreosaurus là một chi khủng long, được Brett-Surman mô tả khoa học năm 1979.